# Mycalesis funebris
Mycalesis funebris är en fjärilsart som beskrevs av Guérin 1844. Mycalesis funebris ingår i släktet Mycalesis och familjen praktfjärilar. Inga underarter finns listade i Catalogue of Life.